# Laurits Balker Jørgensen
Laurits Balker Jørgensen (født i 2002)[kilde mangler] er en dansk forfatter, der voksede op i Klitmøller, Nordjylland. Han debuterede i september 2023 med digtsamlingen "Den Tynde Generation", som sætter fokus på de mentale udfordringer, mange unge står overfor, herunder præstationspres og psykisk mistrivsel. Hans anden digtsamling, "Te & Appelsiner" fra maj 2024 handler om livet med OCD og psykisk sygdom.
Laurits Balker Jørgensen er en af de danske digtere, hvis værker er inkluderet i antologien "Nordens Allerbedste Pensumløse Poesi 2024" (NAPP 24), også kendt som "Fugtigt vildt æble". 